# Bubalus mephistopheles
Il bufalo dalle corna corte (Bubalus mephistopheles) è una specie di bufalo preistorico estinto vissuto nel tardo Pleistocene nell'attuale provincia di Henan, in Cina, dov'era piuttosto diffuso e si muoveva in grandi branchi.
Resti fossili della forma addomesticata di questo bufalo, risalenti a circa 6000-7000 anni fa, sono stati trovati nella provincia cinese dello Zhejiang, poco a sud della foce del Fiume Giallo.
È stato a lungo considerato come la variante geografica del bufalo indiano dall'areale più settentrionale e solo recentemente ha ricevuto lo status di sottospecie, ed in seguito di specie a sé.